# 부산광역시의 유형문화재 (제101호 ~ 제200호)
부산광역시의 유형문화재는 유형문화재 중에서 부산광역시 내에 있는 문화재를 의미한다.

## 지정목록

### 제101호 ~ 제200호
| 번호  | 사진 | 명칭                                                                                                  | 소재지                                                 | 관리자 (단체)                   | 지정일                                                            | 참조 |
| 101호 |      | 흑유호 및 흑유정병 (黑釉壺 및 黑釉淨甁)                                                               | 부산 서구                                              | 동아대학교박물관                | 2010년 9월 20일 지정                                              |      |
| 102호 |      | 분청사기인화국화문사이부태호 (粉靑沙器印花菊花文四耳附胎壺)                                           | 부산 서구                                              | 동아대학교박물관                | 2010년 9월 20일 지정                                              |      |
| 103호 |      | 갑인춘 친정도 (甲寅春 親政圖)                                                                         | 부산 서구                                              | 동아대학교박물관                | 2010년 9월 20일 지정                                              |      |
| 104호 |      | 고려사 (高麗史)                                                                                       | 부산 서구                                              | 동아대학교박물관                | 2010년 9월 20일 지정                                              |      |
| 105호 |      | 천안사 법어 (天安寺 法語)                                                                             | 부산 부산진구 부암3동 산73번지                         | 천안사                          | 2011년 3월 26일 지정, 2014년 10월 1일 명칭변경                    |      |
| 106호 |      | 장안사 명부전 (長安寺 冥府殿)                                                                         | 부산 기장군 장안읍 장안리 598번지                      | 장안사                          | 2011년 3월 26일 지정                                              |      |
| 107호 |      | 장안사 응진전 (長安寺 應眞殿)                                                                         | 부산 기장군 장안읍 장안리 598번지                      | 장안사                          | 2011년 3월 26일 지정                                              |      |
| 108호 |      | 선광사 석가여래성도기 (仙光寺 釋迦如來成道記)                                                         | 부산 사상구 덕포2동 선광사                             | 선광사                          | 2011년 12월 28일 지정                                             |      |
| 109호 |      | 김홍도 필 산수인물도 (金弘道 筆 山水人物圖)                                                           | 부산 남구 유엔평화로 63 부산박물관                     | 부산박물관                      | 2012년 5월 17일 지정, 2014년 10월 1일 명칭변경                    |      |
| 110호 |      | 심사정 필 산승보납도 (沈師正 筆 山僧補衲圖)                                                           | 부산 남구 유엔평화로 63 부산박물관                     | 부산박물관                      | 2012년 5월 17일 지정, 2014년 10월 1일 명칭변경                    |      |
| 111호 |      | 류성룡 필 진시무차 초고 (柳成龍 筆 陳時務箚 草稿)                                                     | 부산 남구 유엔평화로 63 부산박물관                     | 부산박물관                      | 2012년 5월 17일 지정, 2014년 10월 1일 명칭변경                    |      |
| 112호 |      | 백자철화용문호 (白磁鐵畵龍文壺)                                                                       | 부산 남구 유엔평화로 63 부산박물관                     | 부산박물관                      | 2012년 5월 17일 지정                                              |      |
| 113호 |      | 백자대호 (白磁大壺)                                                                                   | 부산 남구 유엔평화로 63 부산박물관                     | 부산박물관                      | 2012년 5월 17일 지정, 2020년 4월 23일 해제, 보물 제2064호로 승격  |      |
| 114호 |      | 곤여전도 (坤輿全圖)                                                                                   | 부산 남구 유엔평화로 63 부산박물관                     | 부산박물관                      | 2012년 5월 17일 지정                                              |      |
| 115호 |      | 금정사 목조아미타여래좌상 및 복장유물 (金井寺 木造阿彌陀如來坐像 및 服藏遺物)                         | 부산 동래구 우장춘로 157-79 금정사                     | 금정사                          | 2012년 10월 30일 지정                                             |      |
| 116호 |      | 취정사 묘법연화경 (鷲井寺 妙法蓮華經)                                                                 | 부산 기장군                                            | 취정사                          | 2012년 10월 30일 지정                                             |      |
| 117호 |      | 해광사 선원제전집도서 (海光寺 禪源諸詮集都序)                                                         | 부산 기장군 기장읍 기장해안로 340 해광사               | 해광사                          | 2012년 10월 30일 지정                                             |      |
| 118호 |      | 해광사 대방광불화엄경 권제23 (海光寺 大方廣佛華嚴經 卷第23)                                           | 부산 기장군 기장읍 기장해안로 340 해광사               | 해광사                          | 2012년 10월 30일 지정                                             |      |
| 119호 |      | 석조관음보살좌상 (石造觀音菩薩坐像)                                                                   | 부산 서구 구덕로 225 동아대학교박물관                  | 동아대학교박물관                | 2012년 10월 30일 지정                                             |      |
| 120호 |      | 목조보살좌상 (木造菩薩坐像)                                                                           | 부산 서구 구덕로 225 동아대학교박물관                  | 동아대학교박물관                | 2012년 10월 30일 지정                                             |      |
| 121호 |      | 시왕도 (十王圖)                                                                                       | 부산 서구 구덕로 225 동아대학교박물관                  | 동아대학교박물관                | 2012년 10월 30일 지정                                             |      |
| 122호 |      | 동제 화엄경변상도 경상 (銅製 華嚴經變相圖 經床)                                                       | 부산 서구 구덕로 225 동아대학교박물관                  | 동아대학교박물관                | 2012년 10월 30일 지정                                             |      |
| 123호 |      | 계사명 사리구 (癸巳銘 舍利具)                                                                         | 부산 서구 구덕로 225 동아대학교박물관                  | 동아대학교박물관                | 2012년 10월 30일 지정                                             |      |
| 124호 |      | 전 경주 출토 승사리구 (傳 慶州 出土 僧舍利具)                                                         | 부산 서구 구덕로 225 동아대학교박물관                  | 동아대학교박물관                | 2012년 10월 30일 지정                                             |      |
| 125호 |      | 박기종 유물 일괄 (朴琪淙 遺物 一括)                                                                   | 부산 남구 유엔평화로 63                                | 부산박물관                      | 2013년 5월 8일 지정                                               |      |
| 126호 |      | 칠보사 목조관음보살좌상 (七寶寺 木造觀音菩薩坐像)                                                     | 부산 서구 해돋이로 109번길 17                          | 칠보사                          | 2013년 5월 8일 지정                                               |      |
| 127호 |      | 황련사 대방광원각수다라요의경 (黃蓮寺 大方廣圓覺修多羅了義經)                                         | 부산 수영구                                            | 황련사                          | 2013년 5월 8일 지정                                               |      |
| 128호 |      | 동래향교 명륜당 (東萊鄕校 明倫堂)                                                                     | 부산광역시 동래구 동래로 103 (명륜동, 동래향교)        | 동래구                          | 2013년 5월 8일 지정                                               |      |
| 129호 |      | 폭포사 묘법연화경 (瀑布寺 妙法蓮華經)                                                                 | 부산 해운대구 장산로 331-112                           | 폭포사                          | 2013년 10월 23일 지정                                             |      |
| 130호 |      | 금천선원 묘법연화경 (金泉禪院 妙法蓮華經)                                                             | 부산 금정구 금샘로 271                                 | 금천선원                        | 2013년 10월 23일 지정                                             |      |
| 131호 |      | 고불사 묘법연화경 (古佛寺 妙法蓮華經)                                                                 | 부산 기장군 철마면 고촌로28번길 77                     | 고불사                          | 2013년 10월 23일 지정                                             |      |
| 132호 |      | 백운사 묘법연화경 권1-3 (白雲寺 妙法蓮華經 卷1-3)                                                     | 부산 해운대구 운봉길 315                               | 백운사                          | 2013년 10월 23일 지정                                             |      |
| 133호 |      | 백운사 묘법연화경 권4-7 (白雲寺 妙法蓮華經 卷4-7)                                                     | 부산 해운대구 운봉길 315                               | 백운사                          | 2013년 10월 23일 지정                                             |      |
| 134호 |      | 진주성도 (晋州城圖)                                                                                   | 부산 서구 구덕로 225                                   | 동아대학교박물관                | 2013년 10월 23일 지정                                             |      |
| 135호 |      | 거제부도 (巨濟府圖)                                                                                   | 부산 서구 구덕로 225                                   | 동아대학교박물관                | 2014년 1월 22일 지정                                              |      |
| 136호 |      | 분청사기 마흥목처 신반진씨 지석 (粉靑沙器 馬興牧妻 新反陳氏 誌石)                                     | 부산 금정구 부산대학교 63번길 2                        | 부산대학교박물관                | 2014년 1월 22일 지정                                              |      |
| 137호 |      | 자치통감강목 (資治通鑑綱目)                                                                           | 부산광역시 기장군 일광읍 상곡길 55                     | 김응규                          | 2014년 3월 19일 지정                                              |      |
| 138호 |      | 백련사 약사유리광여래본원공덕경 (白蓮寺 藥師琉璃光如來本願功德經)                                     | 부산광역시 남구 이기대공원로 85-74                     | 백련사                          | 2014년 3월 19일 지정                                              |      |
| 139호 |      | 범어사 사자암 석조보살좌상 (梵魚寺 獅子庵 石造菩薩坐像)                                               | 부산광역시 금정구 상마1길 26                           | 사자암                          | 2014년 3월 19일 지정                                              |      |
| 140호 |      | 청동북 (靑銅金鼓)                                                                                     | 부산광역시 서구 구덕로 225                             | 동아대학교박물관                | 2014년 3월 19일 지정                                              |      |
| 141호 |      | 범어사 원효암 아미타삼존도 (梵魚寺 元曉庵 阿彌陀三尊圖)                                               | 부산광역시 금정구 범어사로 250                         | 원효암                          | 2014년 5월 21일 지정                                              |      |
| 142호 |      | 아미타내영도 (阿彌陀來迎圖)                                                                           | 부산광역시 금정구 부산대학로63번길 2                   | 부산대학교(부산대학교박물관)    | 2014년 5월 21일 지정                                              |      |
| 143호 |      | 칠성도 (七星圖)                                                                                       | 부산광역시 금정구 부산대학로63번길 2                   | 부산대학교(부산대학교박물관)    | 2014년 5월 21일 지정                                              |      |
| 144호 |      | 목조아미타여래좌상 (木造阿彌陀如來坐像)                                                               | 부산광역시 금정구 부산대학로63번길 2                   | 부산대학교(부산대학교박물관)    | 2014년 5월 21일 지정                                              |      |
| 145호 |      | 삼광사 석조여래좌상 (三光寺 石造如來坐像)                                                             | 부산광역시 부산진구 초읍천로43번길 77                  | 삼광사                          | 2014년 5월 21일 지정                                              |      |
| 146호 |      | 신구공신상회제명지도 (新舊功臣相會題名之圖)                                                           | 부산 서구 구덕로 225 (부민동2가, 동아대학교석당박물관) | 동아대학교박물관                | 2014년 9월 24일 지정, 2020년 10월 21일 해제, 보물 제2080호로 승격 |      |
| 147호 |      | 해동용궁사 금강반야바라밀경론 (海東龍宮寺 金剛般若波羅密經論)                                         | 부산 기장군 기장읍 용궁길 86                           | 해동용궁사                      | 2014년 9월 24일 지정                                              |      |
| 148호 |      | 해동용궁사 성가니분노금강동자보살성취의궤경 (海東龍宮寺 聖迦尼忿怒金剛童子菩薩成就儀軌經)             | 부산 기장군 기장읍 용궁길 86                           | 해동용궁사                      | 2014년 9월 24일 지정                                              |      |
| 149호 |      | 해운정사 전법게 (海雲精舍 傳法偈)                                                                     | 부산 해운대구 우동2로 40-6                             | 해운정사                        | 2014년 9월 24일 지정                                              |      |
| 150호 |      | 해동용궁사 목조여래좌상 (海東龍宮寺 木造如來坐像)                                                     | 부산 기장군 기장읍 용궁길 86                           | 해동용궁사                      | 2014년 11월 26일 지정                                             |      |
| 151호 |      | 자비암 육경합부 (慈悲庵 六經合部)                                                                     | 부산 동래구 복천로5번가길 46                           | 자비암                          | 2014년 1월 28일 지정                                              |      |
| 152호 |      | 자비암 선림보훈 (慈悲庵 禪林寶訓)                                                                     | 부산 동래구 복천로5번가길 46                           | 자비암                          | 2014년 1월 28일 지정                                              |      |
| 153호 |      | 기장 장관청 (機張 將官廳)                                                                             | 부산 기장군 기장읍 읍내길68번길 23-1                   | 기장군                          | 2015년 3월 18일 지정                                              |      |
| 154호 |      | 금동십일면관음보살좌상 (金銅十一面觀音菩薩坐像)                                                       | 부산 금정구 부산대학로63번길 2                         | 부산대학교(부산대학교박물관)    | 2015년 3월 18일 지정                                              |      |
| 155호 |      | 범어사 비로전 (梵魚寺 毘盧殿)                                                                         | 부산 금정구 범어사로 250                               | 범어사                          | 2015년 7월 15일 지정                                              |      |
| 156호 |      | 범어사 미륵전 (梵魚寺 彌勒殿)                                                                         | 부산 금정구 범어사로 250                               | 범어사                          | 2015년 7월 15일 지정                                              |      |
| 157호 |      | 금동관음보살좌상 (金銅觀音菩薩坐像)                                                                   | 부산 남구 유엔평화로 63                                | 부산광역시(부산광역시립박물관)  | 2015년 7월 15일 지정                                              |      |
| 158호 |      | 목조지장보살좌상 (木造地藏菩薩坐像)                                                                   | 부산 남구 유엔평화로 63                                | 부산광역시(부산광역시립박물관)  | 2015년 7월 15일 지정                                              |      |
| 159호 |      | 목조여래좌상 (木造如來坐像)                                                                           | 부산 남구 유엔평화로 63                                | 부산광역시(부산광역시립박물관)  | 2015년 7월 15일 지정                                              |      |
| 160호 |      | 목조여래좌상 (木造如來坐像)                                                                           | 부산 남구 유엔평화로 63                                | 부산광역시(부산광역시립박물관)  | 2015년 7월 15일 지정                                              |      |
| 161호 |      | 목조아미타여래좌상 (木造阿彌陀如來坐像)                                                               | 부산 남구 유엔평화로 63                                | 부산광역시(부산광역시립박물관)  | 2015년 7월 15일 지정                                              |      |
| 162호 |      | 동래무청선생안 (東萊武廳先生案)                                                                       | 부산 동래구 수안동 동래기영회, 동래구 안락동 충렬사    | (재)동래기영회                  | 2015년 8월 19일 지정                                              | ,    |
| 163호 |      | 경상좌수영선생안 (慶尙左水營先生案)                                                                   | 부산 동래구 충렬대로 345 충렬사                        | 부산광역시(충렬사관리사무소)    | 2015년 8월 19일 지정                                              | ,    |
| 164호 |      | 다대진선생안 (多大鎭先生案)                                                                           | 부산 동래구 충렬대로 345 충렬사                        | 부산광역시(충렬사관리사무소)    | 2015년 8월 19일 지정                                              | ,    |
| 165호 |      | 용적사 신중도 (龍積寺 神衆圖)                                                                         | 부산 강서구 한적로 41-56                               | 용적사                          | 2015년 11월 18일 지정                                             | ,    |
| 166호 |      | 훈몽자회 책판 (訓蒙字會 冊板)                                                                         | 부산 금정구 부산대학로63번길 2                         | 부산대학교(부산대학교박물관)    | 2015년 11월 18일 지정                                             | ,    |
| 167호 |      | 범어사 극락암 칠성도 (梵魚寺 極樂庵 七星圖)                                                           | 부산 금정구 범어사로 250                               | 범어사                          | 2015년 11월 18일 지정                                             | ,    |
| 168호 |      | 승자총통 (勝字銃筒)                                                                                   | 부산 금정구 부산대학로63번길 2                         | 부산대학교(부산대학교박물관)    | 2016년 3월 16일 지정                                              |      |
| 169호 |      | 고불사 목조여래좌상 (古佛寺 木造如來坐像)                                                             | 부산 기장군 철마면 고촌로28번길 77                     | 고불사                          | 2016년 3월 16일 지정                                              |      |
| 170호 |      | 청동북 (靑銅金鼓)                                                                                     | 부산 남구 유엔평화로 63                                | 부산광역시(부산박물관)          | 2016년 3월 16일 지정                                              |      |
| 171호 |      | 장안사 예수시왕생칠재의찬요 (長安寺 預修十王生七齋儀纂要)                                             | 부산 기장군 장안읍 장안로 482 (장안리, 장안사)         | 장안사                          | 2016년 7월 20일 지정                                              |      |
| 172호 |      | 장안사 응진전 석조석가여래삼존상 복장유물 일괄 (長安寺 應眞殿 石造釋迦如來三尊坐像 腹藏物 一括)       | 부산 기장군 장안읍 장안로 482                          | 장안사                          | 2016년 9월 21일 지정                                              | ,    |
| 173호 |      | 범어사 원효암 목조관음보살좌상 복장유물 일괄 (梵魚寺 元曉庵 木造觀音菩薩坐像 腹藏物 一括)             | 부산 금정구 청룡동 546                                 | 범어사 원효암                   | 2016년 9월 21일 지정                                              | ,    |
| 174호 |      | 감지금니묘법연화경 권7 (紺紙金泥妙法蓮華經 권7)                                                       | 부산 기장군 장안읍 좌천2길 46. A동 304호(마이홈원룸)   | 정충영                          | 2016년 9월 21일 지정                                              | ,    |
| 175호 |      | 삼층석탑 (三層石塔)                                                                                   | 부산 금정구 상현로 79번길 59-15(선동)                  | 현지호                          | 2016년 9월 21일 지정                                              | ,    |
| 176호 |      | 범어사 목조팔각불감 (梵魚寺 木造八角佛龕)                                                             | 부산 금정구 범어사로 250                               | 범어사                          | 2016년 11월 23일 지정                                             | ,    |
| 177호 |      | 설뫼탐진안씨분재기 (入山耽津安氏分財記)                                                               | 부산 금정구 부산대학로63번길 2                         | 부산대학교도서관                | 2016년 11월 23일 지정                                             | ,    |
| 178호 |      | 범어사 삼불연 (梵魚寺 三佛輦)                                                                         | 부산 금정구 청룡동 546                                 | 범어사                          | 2017년 1월 23일 지정                                              | ,    |
| 179호 |      | 몽산화상 육도보설 (蒙山和尙 六道普說)                                                                 | 부산 수영구 수영로497번나길 25                         | 황련사                          | 2017년 5월 24일 지정, 2017년 6월 7일 번호정정                     | ,    |
| 180호 |      | 원수명 가죽 투구와 갑옷 어깨장식 (元帥名 皮冑와 甲 肩龍)                                              | 부산 서구 구덕로 225(부민동2가) 동아대학교석당박물관   | 동아대학교석당박물관            | 2017년 5월 24일 지정, 2017년 6월 7일 번호정정                     | ,    |
| 181호 |      | 부산박물관 백자청화운룡문호 (釜山博物館 白磁靑畵雲龍文壺)                                             | 부산 남구 유엔 평화로 63 부산박물관                    | 부산박물관                      | 2017년 7월 19일 지정                                              | ,    |
| 182호 |      | 동아대학교 명현초상 일괄 (東亞大學校 名賢肖像 一括)                                                   | 부산 서구 구덕로 225(부민동2가) 동아대학교석당박물관   | 동아대학교석당박물관            | 2017년 7월 19일 지정                                              | ,    |
| 183호 |      | 해주도 병풍 (海州圖 屛風)                                                                             | 부산 서구 구덕로 225                                   | 동아대학교                      | 2017년 12월 6일 지정                                              | ,    |
| 184호 |      | 범어사 원효대사 진영 (梵魚寺 元曉大師 眞影)                                                           | 부산 금정구 범어사로 250                               | 범어사 (범어사 성보박물관)      | 2018년 1월 31일 지정                                              | ,    |
| 185호 |      | 범어사 사명대사 진영 ((梵魚寺 泗溟大師 眞影)                                                          | 부산 금정구 범어사로 250                               | 범어사 (범어사 성보박물관)      | 2018년 1월 31일 지정                                              | ,    |
| 186호 |      | 범어사 고승 진영 (梵魚寺 高僧 眞影)                                                                   | 부산 금정구 범어사로 250                               | 범어사 (범어사 성보박물관)      | 2018년 1월 31일 지정                                              | ,    |
| 187호 |      | 민건호 필사본 일괄 (閔建鎬 筆寫本 一括)                                                               | 부산 남구 유엔평화로 63                                | 부산광역시 (부산광역시립박물관) | 2018년 1월 31일 지정                                              | ,    |
| 84호  |      | 만력정사회답사일행일본왕환일기 (萬曆丁巳回答使一行日本徃還日記 )                                      | 부산 금정구 부산대학로 63번길 2                        | 부산대학교 (부산광역시립박물관) | 2018년 1월 31일 지정                                              | ,    |
| 188호 |      | 대동여지도 (大東輿地圖)                                                                               | 부산 금정구 부산대학로 63번길 2                        | 부산대학교 (부산대학교 도서관)  | 2018년 1월 31일 지정                                              | ,    |
| 189호 |      | 장안사 명부전 석조지장보살삼존 및 시왕상 복장유물 (長安寺 冥府殿 石造地藏菩薩三尊 및 十王像 腹藏遺物) | 부산 기장군 장안읍 장안로 482                          | 장안사                          | 2018년 3월 27일 지정, 2019년 12월 4일 명칭변경                    | ,    |
| 190호 |      | 관음보살도 및 목제감 (觀音菩薩圖 및 木製龕)                                                           | 부산 남구 유엔평화로 63                                | 부산광역시 (부산광역시립박물관) | 2018년 3월 27일 지정                                              | ,    |
| 191호 |      | 의령 금란계안 (宜寧 金蘭稧案)                                                                         | 부산 금정구 부산대학로 63번길 2                        | 부산대학교 (부산대학교도서관)   | 2018년 3월 27일 지정                                              | ,    |
| 192호 |      | 백자 달항아리 (白磁 壺)                                                                               | 부산 수영구 수영로481번길 17                           | 현승훈                          | 2018년 12월 5일 지정                                              | ,    |
| 193호 |      | 칠보사 목조아미타여래좌상 (七寶寺 木造阿彌陀如來坐像)                                                 | 부산 서구 해돋이로 109번길 17                          | 칠보사                          | 2018년 12월 5일 지정                                              | ,    |
| 194호 |      | 나전함 (螺鈿函)                                                                                       | 부산 남구 유엔평화로 63 부산박물관                     | 부산광역시                      | 2019년 2월 13일 지정                                              | ,    |
| 195호 |      | 임오명 어피인장함 (壬午銘 魚皮印章函)                                                                 | 부산 남구 유엔평화로 63 부산박물관                     | 부산광역시                      | 2019년 2월 13일 지정                                              | ,    |
| 196호 |      | 어피인장함 (魚皮印章函)                                                                               | 부산 남구 유엔평화로 63 부산박물관                     | 부산광역시                      | 2019년 2월 13일 지정                                              | ,    |
| 197호 |      | 해동용궁사 목조보살좌상 (海東龍宮寺 木造菩薩坐像)                                                     | 부산 기장군 기장읍 시랑리 418-3번지                    | 해동용궁사                      | 2019년 2월 13일 지정                                              | ,    |
| 198호 |      | 이덕형 초상 초본 (李德馨 肖像 初本)                                                                   | 부산 서구 구덕로 225 동아대학교박물관                  | 동아대학교박물관                | 2019년 4월 10일 지정                                              | ,    |
| 199호 |      | 도기 집모양 명기 (陶器 家形 明器)                                                                     | 부산 기장군 정관읍 정관중앙로 122 정관박물관           | 국유                            | 2019년 4월 10일 지정                                              | ,    |
| 200호 |      | 한글조선전도 (한글朝鮮全圖)                                                                           | 부산 영도구 해양로 301번길 45 국립해양박물관           | 해양수산부                      | 2019년 4월 10일 지정                                              | ,    |